# Corigliano d’Otranto (stacja kolejowa)
Corigliano d’Otranto (włoski: Stazione di Corigliano d’Otranto) – przystanek kolejowy w Corigliano d’Otranto, w prowincji Lecce, w regionie Apulia, we Włoszech.
Stacja jak i linia kolejowa jest obsługiwana przez Ferrovie del Sud Est. Znajduje się na linii Lecce – Otranto.

## Linie kolejowe
- Lecce – Otranto

## Połączenia
Stacja jest obsługiwana przez lokalne pociągi Ferrovie del Sud Est na trasie Lecce-Zollino-Gagliano.